# Elecciones generales del Reino Unido de 1874
Las elecciones generales del Reino Unido de 1874 tuvieron lugar entre enero y febrero de 1874. 
En enero de 1874, William Ewart Gladstone convocó elecciones sorpresivamente. Esta decisión era inesperada incluso por los miembros de su propio partido, que la criticaron duramente. Gladstone ganaría holgadamente en número de votos (tuvo una ventaja de más del siete por ciento, pero los conservadores obtuvieron más asientos en la cámara de los comunes. Esto se debió a que en gran número de circunscripciones (más de 150) los candidatos conservadores no tuvieron contrincante y vencieron con facilidad. En cambio, los liberales solo estuvieron es esa situación en 50 circunscripciones. De ahí que se atribuya esta derrota de los liberales a la imprevisión de sus dirigentes, que no estaban preparados para unas elecciones.
Las elecciones provocaron la irrupción de la Liga del Autogobierno (Home Rule League) como el primer tercer partido con presencia significativa en la cámara baja. Esto se achaca a que fueron las primeras elecciones con voto secreto, tras la aprobación del Acta del voto secreto en 1872. Así los nacionalistas irlandeses pudieron votar con menos temor a las amenazas y represalias de los terratenientes.

## Resultados
| Partido | Partido                                  | Votos     | %    | Dif.  | Escaños | Dif. |
|         | Partido Liberal                          | 1.281.159 | 52,0 | -9,5% | 242     | -145 |
|         | Partido Conservador                      | 1.091.708 | 44,3 | +5,9% | 350     | +79  |
|         | Liga del Autogobierno (Home Rule League) | 90.234    | 3,7  |       | 60      | +60  |
|         | Otros                                    | 2.936     | 0,0  |       | 0       | =    |

Votos totales: 3.359.416. Se muestran los resultados de todos los partidos importantes. Otros incluye a la Unión Católica.